# Louis Lartet
Louis Lartet (1840 - 1899) fou un geòleg i paleontòleg francès. Nascut a Seissan (departament del Gers), era fill del també geòleg i paleontòleg Édouard Lartet. Efectuà, com el seu pare, investigacions en arqueologia, i descobrí el cèlebre esquelet de l'home de Cromanyó el març del 1868, a l'abric de Cròs Manhon de Las Eisiás de Taiac (Dordonya).